# Thuộc địa

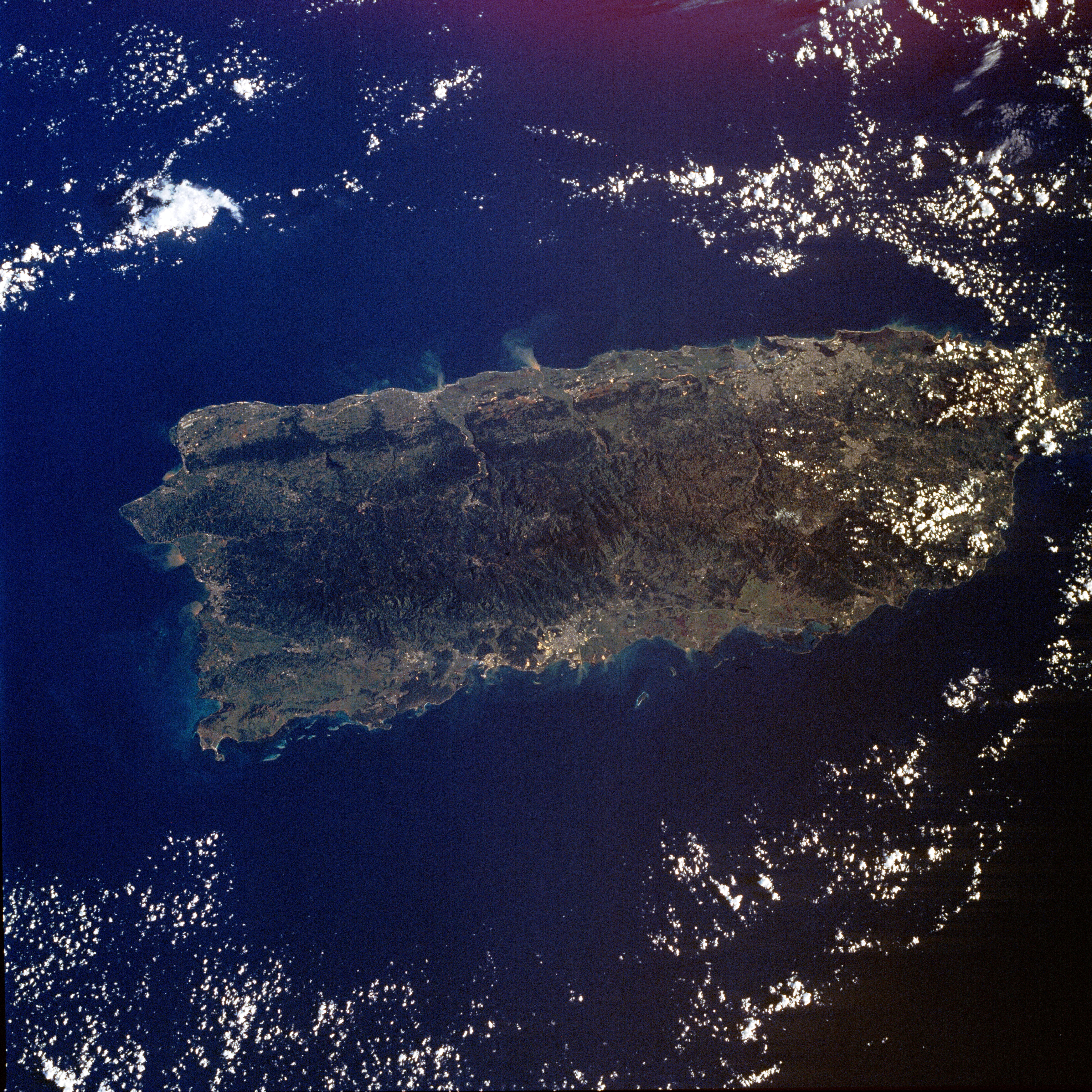
Puerto Rico đôi khi được gọi là thuộc địa lâu đời nhất thế giới.

Trong chính trị và lịch sử, thuộc địa là một vùng lãnh thổ chịu sự cai trị trực tiếp về chính trị của một quốc gia khác. Trong thời kỳ cổ đại, các thành bang thường có xu hướng tìm cho mình các thuộc địa riêng. Một số thuộc địa trong lịch sử từng là một hay nhiều quốc gia, trong khi một số khác là những vùng địa hạt không xác định được thời điểm hình thành quốc gia hay không phải là một quốc gia. Quốc gia hay đế chế sở hữu thuộc địa được gọi là mẫu quốc, đây cũng là tên thường được người dân của thuộc địa hay gọi. Trong thời Hy Lạp cổ đại, thành phố sở hữu một thuộc địa được gọi là thủ phủ của đế chế chịu sự ảnh hưởng chính trị của chính nó. Ngày nay, những thuật ngữ tương đương như lãnh thổ phụ thuộc hay vùng phụ thuộc thường hay được dùng để chỉ những lãnh thổ chịu sự ảnh hưởng chính trị của nước khác.
Những người có nguồn gốc từ một mẫu quốc cư trú và làm việc tại thuộc địa của nước đó được gọi là thực dân.
Thuộc địa khác với nước bù nhìn hay nước chư hầu vì thuộc địa không độc lập nên không có đại diện quốc tế, và những chức trách cao nhất đều chịu sự chỉ đạo trực tiếp từ mẫu quốc.
Thuật ngữ "thuộc địa không chính thức" được dùng bởi một số nhà sử học để gọi một quốc gia chịu sự cai trị theo kiểu de facto của một quốc gia khác, mặc dù cách gọi này thường dễ gây tranh cãi.

## Thuộc địa thời cổ đại
- Carthage được hình thành như một thuộc địa Phoenicia.
- Cadiz được hình thành như một thuộc địa Phoenicia.
- Cyrene là thuộc địa của người Hy Lạp của Thera.
- Sicilia là thuộc địa Phoenicia.
- Durrës được hình thành như một thuộc địa của Hy Lạp.
- Sardegna là một thuộc địa Phoenicia.
- Marseille được hình thành như thuộc địa của Hy Lạp.
- Malta là một thuộc địa Phoenicia.
- Cologne được hình thành như một thuộc địa của La Mã, và tên hiện đại của nó đề cập đến chữ Latinh "Colonia".
- Kandahar được hình thành như một thuộc địa của Hy Lạp trong thời kỳ Hy Lạp bởi Alexandros Đại đế năm 330 TCN.

## Thuộc địa thời hiện đại
- Alaska: một thuộc địa của Nga từ giữa thế kỷ XVIII cho đến khi được bán cho Hoa Kỳ vào năm 1867. Nó trở thành tiểu bang thứ 49 của Mỹ vào năm 1959.
- Angola: một thuộc địa của Bồ Đào Nha kể từ thế kỷ XVI. Độc lập từ năm 1975.
- Argentina giành được độc lập từ Tây Ban Nha năm 1810.
- Úc được thành lập như một quốc gia độc lập vào năm 1901 từ liên bang 6 thuộc địa riêng biệt của Anh được thành lập từ 1788-1829.
- Barbados: là thuộc địa quan trọng của Vương quốc Anh về thương mại nô lệ Đại Tây Dương. Nó giành được độc lập vào năm 1966.
- Brazil: một thuộc địa của Bồ Đào Nha kể từ thế kỷ XVI. Độc lập kể từ năm 1822.
- Canada: thuộc địa lần đầu tiên bởi người Pháp ở New France (1534-1763) và Anh ở Newfoundland (1582) sau đó dưới sự cai trị của Anh (1763-1867), trước khi đạt được trạng thái dominion và không còn là "thuộc địa".
- Cộng hòa Dân chủ Congo: thuộc địa của Bỉ (1908-1960); trước đây thuộc sở hữu tư nhân của Vua Leopold.
- Đông Dương thuộc Pháp: được thành lập vào tháng 10/1887 từ Trung Kỳ, Bắc Kỳ, Nam Kỳ (cùng hình thành Việt Nam hiện đại) và Vương quốc Campuchia; Lào đã được thêm vào sau khi Chiến tranh Pháp-Xiêm (1893). Liên bang kéo dài cho đến năm 1954. Trong 4 nước bảo hộ, người Pháp đã chính thức rời bỏ các nhà cầm quyền địa phương, là các hoàng đế Việt Nam, các vua của Campuchia và các vua của Lào, nhưng trong thực tế tập hợp tất cả các quyền lực trong tay của họ, các nhà cai trị địa phương chỉ hành động như là bia đỡ đạn.
- Ghana: Liên hệ giữa châu Âu và Ghana (được gọi là Bờ biển Vàng) bắt đầu vào thế kỷ XV với sự xuất hiện của người Bồ Đào Nha. Điều này sớm dẫn đến việc thành lập một số thuộc địa bởi quyền lực châu Âu: Bồ Đào Nha Bờ Biển Vàng (1482-1642), Bờ biển Vàng Hà Lan (1598-1872), Bờ biển Vàng Thụy Điển (1650-1663), Bờ biển Vàng Đan Mạch (1658-1850), Brandenburger và Phổ Bờ Biển Vàng   (1685-1721) và Bờ biển Vàng Anh (1821-1957). Năm 1957, Ghana là thuộc địa châu Phi đầu tiên ở phía nam Sahara độc lập.
- Greenland là thuộc địa của Đan Mạch-Na Uy từ năm 1721 và là thuộc địa của Đan Mạch từ 1814-1953. Năm 1953, Greenland được thực hiện một phần bình đẳng chính trị với Vương quốc Đan Mạch. Nhà cai trị được cấp vào năm 1979 và mở rộng quyền tự trị trong năm 2009.
- Guiné-Bissau: một thuộc địa của Bồ Đào Nha kể từ thế kỷ XV. Độc lập từ năm 1974.
- Hồng Kông là thuộc địa của Anh từ 1841-1997. Năm 1997, Anh trao trả Hồng Kông lại cho chính quyền Trung Quốc. Hiện nay là khu vực hành chính đặc biệt của Trung Quốc.
- Raj thuộc Anh là một thực thể chính trị hoàng gia bao gồm Ấn Độ, Pakistan, Bangladesh, Miến Điện và Các Tiểu vương quốc Ả Rập thống nhất hiện nay với các vùng dưới quyền kiểm soát trực tiếp của chính phủ Vương quốc Anh từ 1858-1947. Từ thế kỷ XV cho đến năm 1961, Bồ Đào Nha Ấn Độ (Goa) là thuộc địa của Bồ Đào Nha. Pondicherry và Chandernagor là một phần của Ấn Độ thuộc Pháp từ 1759-1954. Các thuộc địa nhỏ của Đan Mạch là Tharangambadi, Serampore và Quần đảo Nicobar từ 1620-1869 được gọi là Đan Mạch Ấn Độ.
- Indonesia là một thuộc địa của Hà Lan trong 350 năm, từ năm 1600 đến độc lập hoàn toàn vào năm 1949.
- Jamaica là một phần của Tây Ấn thuộc Tây Ban Nha trong thế kỷ XVI và XVII. Nó trở thành thuộc địa của Anh vào năm 1655; độc lập vào năm 1962.
- Liberia là một thuộc địa được thành lập vào năm 1821 bởi các công dân tư nhân Mỹ cho sự di cư của người da đen tự do. Tuyên bố độc lập Liberia của Hiệp hội thực dân Hoa Kỳ vào ngày 26/7/1847. Đây là nước cộng hòa da đen lâu đời thứ hai trên thế giới sau Haiti.
- Ma Cao là một thuộc địa của Bồ Đào Nha từ 1557-1999. Năm 1999, 2 năm sau Hồng Kông được trao trả, Ma Cao đã trở thành một khu vực hành chính đặc biệt của Trung Quốc.
- Malta là một nước bảo hộ của Anh và sau đó là thuộc địa Pháp giành độc lập vào năm 1964.
- Mozambique: một thuộc địa của Bồ Đào Nha kể từ thế kỷ XV. Độc lập từ năm 1975.
- Philippines: trước đây là thuộc địa của Tây Ban Nha từ 1565[2] đến năm 1898 là một phần của Đông Ấn Tây Ban Nha, là thuộc địa của Hoa Kỳ từ 1898-1946. Đã đạt được trạng thái thịnh vượng chung tự quản vào năm 1935; độc lập vào năm 1946.
- Somalia là thuộc địa của Ý và Anh từ cuối những năm 1800 đến 1960. Ngày 6/7/1960, Lãnh thổ tin cậy Somaliland (cựu Somaliland của Ý) thống nhất theo kế hoạch với cựu Somaliland của Anh để thành lập Cộng hòa Somali (Somalia).
- Nam Phi bao gồm các vùng lãnh thổ và thuộc địa bởi nhiều cường quốc châu Phi và châu Âu khác nhau, bao gồm cả người Hà Lan, Anh và Nguni. Lãnh thổ bao gồm quốc gia hiện đại được cai trị trực tiếp bởi người Anh từ 1806-1910; trở thành thống trị tự trị của Liên minh Nam Phi năm 1910.
- Sri Lanka: thuộc địa của Anh từ 1815-1948. Được gọi là Ceylon. Là một dominion của Anh cho đến năm 1972. Cũng là một thuộc địa của Bồ Đào Nha trong thế kỷ XVI và XVII, và một thuộc địa của Hà Lan trong thế kỷ XVII-XVIII.
- Đài Loan là một thuộc địa của Hà Lan (1624-1662) thuộc vùng Tainan ngày nay; ngay sau đó, một thuộc địa Tây Ban Nha (1626-1642) được thành lập đồng thời ở miền bắc Đài Loan, không xa thành phố Đài Bắc ngày nay.[3] Sự cai trị của thực dân Trung Quốc được thiết lập khi các lực lượng Hán trung thành với triều đại nhà Minh đánh bại người Hà Lan năm 1662.[3] Những người trung thành của nhà Minh sau đó đã đầu hàng Đài Loan dưới thời triều đại nhà Thanh, Đài Loan sáp nhập vào lãnh thổ Trung Quốc và sau đó thành một tỉnh. Quy chế triều đại nhà Thanh chấm dứt sau Chiến tranh Trung-Nhật lần thứ nhất khi nhà Thanh nhượng Đài Loan sang Nhật Bản, đặt Đài Loan dưới sự kiểm soát của Nhật Bản (1895-1945). Sau thất bại của Nhật Bản trong Thế chiến II, Đài Loan đã được trao cho Cộng hòa Trung Quốc, trở thành căn cứ của họ sau khi thất bại trong cuộc nội chiến Trung Quốc.
- Mỹ được thành lập từ một liên minh của 13 xứ thuộc địa Anh. Virginia là thuộc địa đầu tiên trong số 13 thuộc địa. Tất cả 13 xứ tuyên bố độc lập vào tháng 7/1776 và trục xuất các thống đốc Anh.

## Thuộc địa hiện tại
Ủy ban đặc biệt về phi thực dân hoá duy trì danh sách của vùng lãnh thổ không tự quản Liên Hợp Quốc, trong đó xác định khu vực Liên Hợp Quốc (mặc dù không cần bàn cãi) tin là thuộc địa. Do ngày nay, các vùng lãnh thổ phụ thuộc có mức độ tự chủ và quyền lực chính trị khác nhau trong các vấn đề của nhà nước kiểm soát, dẫn đến bất đồng về việc phân loại "thuộc địa".